# Сент Винсент и Гренадини на Летњим олимпијским играма 2008.
Сент Винсент и Гренадини је на Олимпијским играма у Пекингу 2008. учествовао шести пут.
Сент Винсент и Гренадине је представљало двоје спортиста (1 мушкарац и 1 жена) у атлетици. 
Олимпијски тим Сент Винсета и Гренадина је остао у групи екипа које нису освојиле ниједну медаљу.
Заставу Сент Винсента и Гренадина на свечаном отварању Олимпијских игара 2008. носила је атлетичарка Кинеке Александер.

## Учесници по дисциплинама
| Спорт     | Мушкарци | Жене | Укупно |
| --------- | -------- | ---- | ------ |
| Атлетика  | 1        | 1    | 2      |
| Укупно(1) | 1        | 1    | 2      |

## Атлетика

### Мушкарци
| Атлетичар  | Дисциплина | Група    | Група     | Четвртфинале     | Четвртфинале     | Полуфинале       | Полуфинале       | Финале           | Финале | Детаљи |
| Атлетичар  | Дисциплина | Резултат | Место     | Резултат         | Место            | Резултат         | Место            | Резултат         | Место  | Детаљи |
| ---------- | ---------- | -------- | --------- | ---------------- | ---------------- | ---------------- | ---------------- | ---------------- | ------ | ------ |
| Џаред Луис | 100 м      | 11,00    | 7 у гр. 3 | Није се пласирао | Није се пласирао | Није се пласирао | Није се пласирао | Није се пласирао | 63/80  |        |

### Жене
| Атлетичар         | Дисциплина | Група    | Група     | Четвртфинале      | Четвртфинале      | Полуфинале        | Полуфинале        | Финале            | Финале | Детаљи |
| Атлетичар         | Дисциплина | Резултат | Место     | Резултат          | Место             | Резултат          | Место             | Резултат          | Место  | Детаљи |
| ----------------- | ---------- | -------- | --------- | ----------------- | ----------------- | ----------------- | ----------------- | ----------------- | ------ | ------ |
| Кинеке Александер | 400 м      | 52,87    | 4 у гр. 6 | Није се пласирала | Није се пласирала | Није се пласирала | Није се пласирала | Није се пласирала | 32/50  |        |